# Корбит, Прохор Евгеньевич
Прохор Евгеньевич Корбит (род. 28 мая 2002, Подольск, Московская область) — российский хоккеист, нападающий «Салавата Юлаева».

## Биография
Младший брат хоккеиста Егора Корбита.
Начал заниматься хоккеем в академии подольского «Витязя», выпускался из московской школы «Русь». Летом 2019 года стал игроком молодёжной команды из Китая «ОЭРДЖИ Юниор», выступающей в Молодёжной хоккейной лиге. Дебютировал в МХЛ 5 сентября 2019 года в матче против «Капитана» (4:11), в этой же встрече забросил свои первые шайбы, оформив дубль. Всего в сезоне 2019/10 провёл за команду 56 матчей, в которых набрал 23 (11+12) очка. Летом 2020 года пополнил состав «Алмаза», за который провёл 31 игру, набрав восемь (5+3) очков. 19 декабря 2020 года был обменян в «Академию Михайлова» на денежную компенсацию. За команду провёл 12 матчей, набрав пять (2+3) очков и уже летом 2021 года вернулся в «Алмаз». 28 декабря 2021 года был признан лучшим нападающим шестнадцатой недели чемпионата МХЛ. В сезоне 2021/22 провёл за команду 54 матча, в которых набрал 55 (22+23) очков, став лучший снайпером и бомбардиром «Алмаза».
В январе 2022 года Корбит был командирован в фарм-клуб «Северстали» в Высшей хоккейной лиге — «Буран». Дебютировал в ВХЛ 21 января 2022 года в матче против «Челмета» (2:4). Первое очко в ВХЛ набрал 25 января 2022 года в матче против «Зауралья» (1:2), а первую шайбу забросил 4 февраля 2022 года во встрече против воскресенского «Химика» (1:5). Всего в ВХЛ провёл семь матчей, в которых набрал четыре (2+2) очка. 26 апреля 2022 года подписал контракт с «Северсталью» на два года. Дебютировал в Континентальной хоккейной лиге 22 ноября 2022 года в матче против московского «Динамо» (2:3), проведя на площадке девять секунд.
7 декабря 2022 года, в результате обмена на денежную компенсацию, стал игроком «Адмирала». 9 декабря 2022 года подписал двусторонний контракт с клубом на два года. Дебютным очком в КХЛ отметился 11 февраля 2023 года в матче против «Трактора» (2:3 ОТ), а дебютную шайбу забросил 1 марта 2023 года во встрече 1/4 финала Кубка Гагарина против «Салавата Юлаева» (1:2 ОТ), отличившись в дополнительное время. В дебютном сезоне в КХЛ провёл 23 матча и набрал четыре (1+3) очка. В сезоне 2023/24 провёл за «Адмирал» 46 матчей и набрал 12 (7+5) очков. 6 мая 2024 года, в результате обмена на Семёна Ручкина, стал игроком московского «Спартака». 30 июня 2025 года был обменян в «Салават Юлаев».